# Гірки (Новгород-Сіверський район)
Гі́рки — село в Україні, у Новгород-Сіверській міській громаді Новгород-Сіверського району Чернігівської області. Населення становить 268 осіб. До 2020 орган місцевого самоврядування — Дігтярівська сільська рада.
На південь від села розташоване Красне озеро.

## Історія
Дерев’яна церква була збудована в 1671 р., з того часу згадувана в переліку володінь Новгородського Спаського монастиря 1669 р. «селище Горки» стало зватися селом, зазначеним в універсалі гетьмана Самойловича 1673 р. Монастирю також належали 14 рибних озер по обидві береги Десни: Боротня, Вступне, Глушиця, Закотне, Любивель, Мочилище, Орехове, Піщане, Плоске, Речище, Селицьке, Рознище, Тухин, Уступне. За царською грамотою 1551 р. монастир мав починок Березова Гряда на озері Любивель. У починку проживали монастирські бортники – збирачі дуплявого меду. Бортні угіддя були на лівому березі Десни. Гірківські козаки мали свій курінь, до якого входили горбіївські на юхнівськи козаки. Курінь  підпорядковувався сотнику Новгородської сотні Стародубського полку. 
Троїцька церква стояла на схилі пагорба. Вона нічим не вирізнялася від церков, схожих на звичайну сільську хату з добудованою верхівкою з хрестом, що почали будувалися за гетьмана Богдана Хмельницького в кожній безцерковній «деревне» – слободі Новгородської  сотні.  Уяву про вигляд тодішніх церков надає малюнок Покровської церкви села Пирогівки, зроблений на плані першої битви шведів з москалями за переправу через Десну 26 жовтня 1708 р.
Штаб шведського війська знаходився біля церкви села Гірки. Там перебував король Карл ХІІ з 25 жовтня 1708 р., там же 29 жовтня (8 листопада за н. ст.) відбулася перша зустріч короля з гетьманом Іваном Мазепою [8]. Вже 31 жовтня штаб перебрався далі вниз по Десні в Ушівку на Лосці й перебував там, допоки шведи не здобули перемогу в другій битві з москалями за Десну 2 листопада 1709 р. біля села Мізина й розпочали переправу свого війська на лівий берег Десни.
За даними опису Новгород-Сіверського намісництва 1779-1781 рр., село Гірки Новгородської сотні Стародубського полку належало Новгород-Сіверському Спаському монастирю. Воно знаходилося поміж гірок, за версту від села Горбова на сході та за 4 версти від села Дігтярівки на заході. У Гірках була дерев’яна церква, приїжджий монастирський двір «в 2-х связях о 10 покоях», 1 церковник та удова священика – попадя Савицька (з будинком «о 3-х покоях»).
12 червня 2020 року, відповідно до розпорядження Кабінету Міністрів України № 730-р «Про визначення адміністративних центрів та затвердження територій територіальних громад Чернігівської області», увійшло до складу Новгород-Сіверської міської громади.
19 липня 2020 року, в результаті адміністративно - територіальної реформи та ліквідації колишнього Новгород-Сіверського району, село увійшло до новоствореного Новгород-Сіверського району Чернігівської області.

## Відомі уродженці
- Ковальов Олександр Єгорович (нар. 1948) — український художник та педагог, доцент (1975), «Заслужений працівник народної освіти України» (1998), засновник центру народознавства «Калинові криниці» у Глухівському національному педагогічному університеті імені Олександра Довженка.